# Чорне Макарово
Чо́рне Мака́рово (рос. Чёрное Макарово) — присілок у складі Шатровського району Курганської області, Росія. Входить до складу Кодська сільської ради.
Населення — 62 особи (2010, 122 у 2002).
Національний склад станом на 2002 рік: росіяни — 99 %.